# Schesaplana
Il Schesaplana (2.964 m s.l.m.) è la montagna più alta della catena del Rätikon nelle Alpi Retiche occidentali.

## Descrizione
Si trova al confine tra l'Austria e la Svizzera.